# Peter Unwin
Peter William Unwin (Sheffield, 1932. május 20. –) brit író, diplomata, hírszerző. 1983 és 1986 között Nagy-Britannia nagykövete volt Magyarországon. Jelentős könyvet írt 2006-ban az 1956-os forradalom nemzetközi hátteréről, ami 2016-ban magyarul is megjelent Nagyhatalmi játszmák 1956. A magyar forradalom a világpolitika erőterében címmel.

## Pályafutása
1955 februárjától alhadnagyként a brit hadsereg hírszerző részlegénél tevékenykedett. 1956-ban hadnaggyá léptették elő. 1956 szeptemberében a brit külügyminisztérium szolgálatába lépett, és a Levantei Osztályon kezdte meg munkáját. 1958-ban harmadtitkárként a budapesti brit nagykövetségre helyezték. 1983 és 1986 között már nagykövetként tért vissza Magyarországra, majd 1986 és 1988 között Koppenhágában volt nagykövet.
A Nemzetközösség egyik főtitkár-helyettese volt 1989 és 1993 között a nigériai főtitkár mellett. Nyugállományba vonulása után több sikeres könyvet jelentetett meg valamint cikkeket írt a The Times-ba.

## Művei
- Voice in the wilderness. Imre Nagy and the Hungarian revolution; előszó Göncz Árpád; Macdonald, London, 1991
- Baltic Approaches. Wilby: Michael Russell Publishing (1996. június 16.). ISBN 9780859552288
- Hearts, minds & interests: Britain's place in the world. London: Profile Books (1998. június 16.). ISBN 9781861970787
- Where East met West: a Central European journey. Norwich: Michael Russell Publishing (2000. június 16.). ISBN 9780859552615
- The narrow sea: barrier, bridge and gateway to the world - the history of the English Channel. London: Headline Book Publishing (2003. június 16.). ISBN 9780747244363
- 1956: power defied. Norwich: Michael Russell Publishing (2006. június 16.). ISBN 9780859552967
- Newcomers' lives: the story of immigrants as told in obituaries from The Times. Bloomsbury (2013. június 16.). ISBN 9781408186220

## Magyarul
- A pusztából kiáltott szó. Nagy Imre és a magyar forradalom; ford. Dobrás Zsófia; Héttorony, Bp., 1993
- 1956. Nagyhatalmi játszmák. A magyar forradalom a világpolitika erőterében. Egy volt budapesti brit diplomata könyve a sorsdöntő évről; ford. Vértessy Péter; Kossuth, Bp., 2016 (History könyvek)

## Fordítás
- Ez a szócikk részben vagy egészben a Peter Unwin című angol Wikipédia-szócikk ezen változatának fordításán alapul.  Az eredeti cikk szerkesztőit annak laptörténete sorolja fel. Ez a jelzés csupán a megfogalmazás eredetét és a szerzői jogokat jelzi, nem szolgál a cikkben szereplő információk forrásmegjelöléseként.